# Ralph Milne
Ralph Milne (Dundee, 13 maggio 1961 – Dundee, 6 settembre 2015) è stato un calciatore scozzese, di ruolo centrocampista.
È morto il 6 settembre 2015, all'età di 54 anni. In passato aveva avuto problemi di alcolismo.

## Carriera
Calciatore dal comportamento al di fuori delle regole e propenso agli eccessi, si formò al Dundee United dove giocò per dieci anni alternando periodi di buone prestazioni ad altri meno fortunati. Ceduto al Charlton Athletic subito dopo la finale di Coppa UEFA 1986-1987, iniziò una carriera altalenante in Inghilterra, giocando anche nel Bristol City, nel Manchester United e nel West Ham. Si ritirò nel 1992, dopo aver giocato una stagione a Hong Kong nel Sing Tao.

## Statistiche

### Presenze e reti nei club
| Stagione  | Squadra        | Campionato | Campionato | Campionato |
| Stagione  | Squadra        | Comp       | Pres       | Reti       |
| --------- | -------------- | ---------- | ---------- | ---------- |
| 1979-1980 | Dundee Utd     | SPD        | 13         | 2          |
| 1980-1981 | Dundee Utd     | SPD        | 21         | 7          |
| 1981-1982 | Dundee Utd     | SPD        | 35         | 8          |
| 1982-1983 | Dundee Utd     | SPD        | 34         | 16         |
| 1983-1984 | Dundee Utd     | SPD        | 25         | 5          |
| 1984-1985 | Dundee Utd     | SPD        | 19         | 4          |
| 1985-1986 | Dundee Utd     | SPD        | 18         | 1          |
| 1986-1987 | Dundee Utd     | SPD        | 14         | 1          |
| 1987      | Charlton       | FD         | 12         | 0          |
| 1987-1988 | Charlton       | FD         | 10         | 0          |
| 1988      | Bristol City   | TD         | 19         | 4          |
| 1988-1989 | Manchester Utd | FD         | 22         | 3          |
| 1989-1990 | Manchester Utd | FD         | 1          | 0          |
| 1989-1990 | West Ham Utd   | SD         | 0          | 0          |
| 1990-1991 | Manchester Utd | FD         | 0          | 0          |

## Palmarès
- Campionato scozzese: 1

1982-1983
- Scottish League Cup: 2

1979-1980, 1980-1981
- Charity Shield: 1

1990